# إثيل لين
إثيل لين (بالإنجليزية: Ethel Lynne) هي ممثلة أمريكية، ولدت في فبراير 1895 في تكساس في الولايات المتحدة، وتوفيت في 4 مايو 1943 في لوس أنجلوس في الولايات المتحدة.

## وصلات خارجية
- إثيل لين على موقع IMDb (الإنجليزية)
- إثيل لين على موقع قاعدة بيانات الفيلم (الإنجليزية)